# Caisses Desjardins
Pour les articles homonymes, voir Caisse et Desjardins.
Le Mouvement des Caisses Desjardins est une coopérative de caisses fondé le 6 décembre 1900 par Alphonse Desjardins à Lévis (Québec, Canada), où est aujourd'hui établi son siège social, bien que la majorité de ses dirigeants et de ses activités sont basées au Complexe Desjardins du centre-ville de Montréal. Considérée par la revue spécialisée The Banker comme l'une des plus importantes institutions financières au monde, le Mouvement des Caisses Desjardins figure également parmi les 100 meilleurs employeurs du Canada, et, en 2020, parmi les 100 meilleurs employeurs au monde.

## À propos
En 2022, le Mouvement représentait 7,5 millions de membres, plus de 2 400 dirigeants élus et plus de 58 000 employés, qui gèrent ensemble un actif de plus de 407 milliards de dollars canadiens. Avec ses 210 caisses et 724 points de services, la coopérative enregistrait des excédents avant ristournes de 2 milliards de dollars dont 518 millions furent investis en retour aux membres et à la collectivité (via des bourses, des dons et des commandites).
En 2015, Desjardins atteignait le 1er rang nord-américain et le 5e rang mondial dans le classement de solidité bancaire Bloomberg. Comme la plupart des grandes banques canadiennes, elle figure dans le palmarès des 50 banques les plus sûres au monde du magazine Global Finance où elle occupe le 33e rang en 2023.
En 2020, le magazine Forbes a inclus le Mouvement Desjardins parmi les 100 meilleurs employeurs au monde.

## Histoire

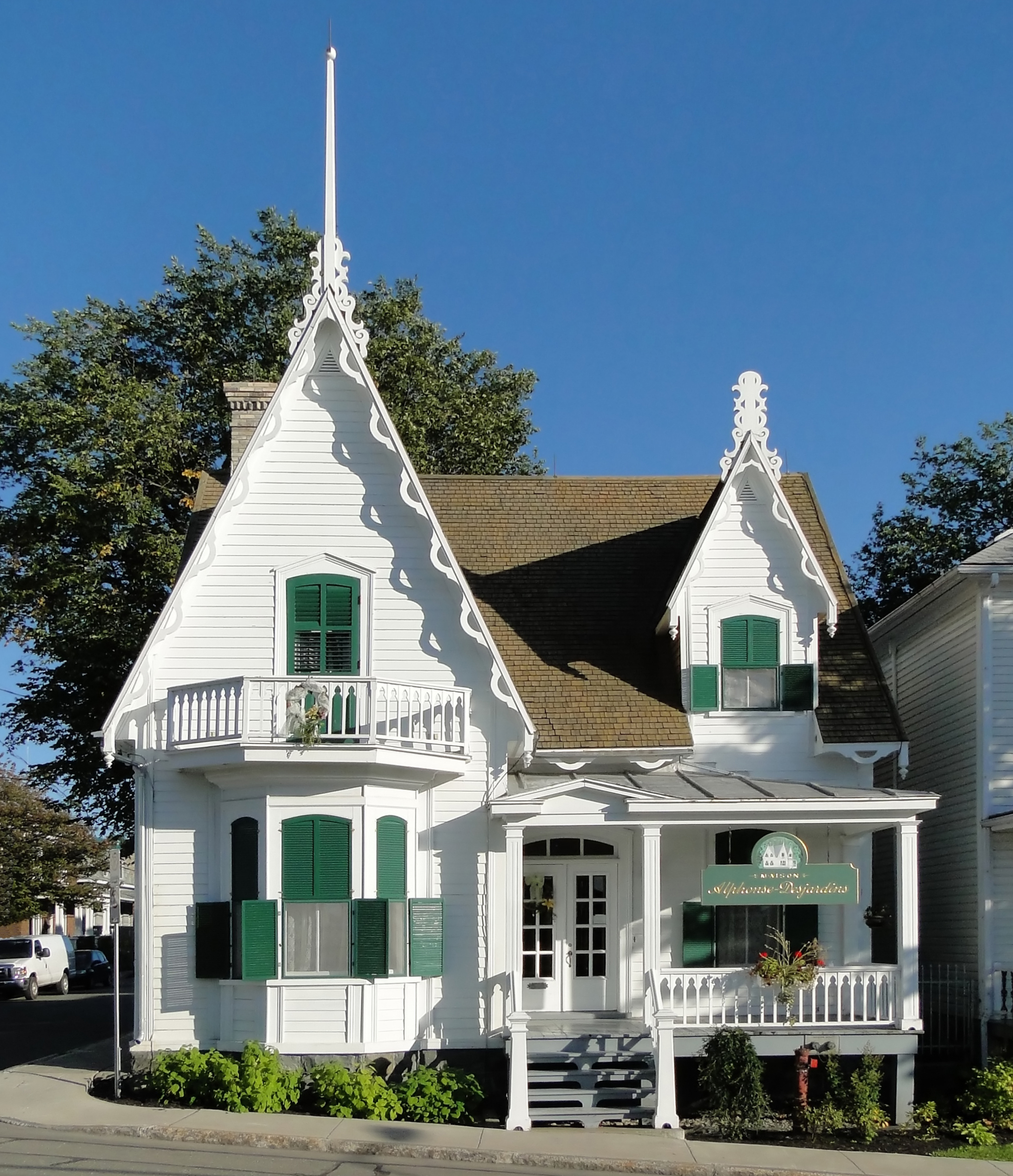
Maison Alphonse-Desjardins à Lévis, première Caisse populaire Desjardins.

À la fin du XIXe siècle, la population canadienne-française du Québec vivait en majorité en marge des villes. Les agriculteurs avaient été marqués par plusieurs décennies de mauvaises récoltes, ce qui avait provoqué une lourde situation d'endettement chez les Québécois. La situation en ville n'était pas meilleure, à cause du surpeuplement provoqué par la Revanche des berceaux, et les ouvriers francophones peinaient à trouver du travail. En 1841 le Haut-Canada et le Bas-Canada deviennent la Province du Canada  dont la langue officielle est l'anglais. Avant la Confédération en 1867, les banques au Canada existent par sanction royale. Jusqu’en 1841, leurs affaires quotidiennes sont surveillées et supervisées par les gouvernements du Haut et du Bas-Canada, de 1841 à 1867, bien que toujours sous le contrôle ultime des autorités britanniques. L'accès à l'épargne ainsi qu'au crédit est difficile pour la population dans ce contexte; les banques sont conservatrices et souvent anglophones, ne font affaire qu'avec les commerçants, les industriels et les familles fortunées, qui sont souvent anglophones également. Le Family Compact qui contrôle la Banque du Haut-Canada a un tel pouvoir que le gouvernement d’alors refuse d’accorder une charte à un groupe à moins que certains de ses membres ne fassent partie de cette oligarchie. Les ruraux et les Canadiens français sont ainsi laissés de côté, qui doivent se rabattre sur les prêteurs usuraires, souvent peu fiables car peu contrôlés, ou se financer entre particuliers souvent sans réclamer d’intérêt selon une ancienne tradition catholique ,.
En 1897, Alphonse Desjardins apprend qu'un député a généré des intérêts de 3 000 % ; il se renseigne donc sur les façons de contrer ce type de pratiques qu'il juge déshonorables, et tombe sur le livre People's Banks de Henry W. Wolff. L'ouvrage traite des banques populaires et des caisses rurales qui sont en place en Europe, ce qui l'inspire à élaborer un projet de coopérative d’épargne et de crédit. Son objectif est de permettre aux ouvriers ainsi qu'aux agriculteurs du Québec de devenir leurs propres banquiers. Avec l'aide de quelques concitoyens, ils concrétisent le projet et fondent la première caisse populaire à Lévis le 6 décembre 1900, qui comporte alors 130 membres qui se réunissent dans la salle de la Société des artisans canadiens-français. Desjardins expose les statuts et des règlements de la future société et les commente article par article. L’assemblée les approuve à l’unanimité.

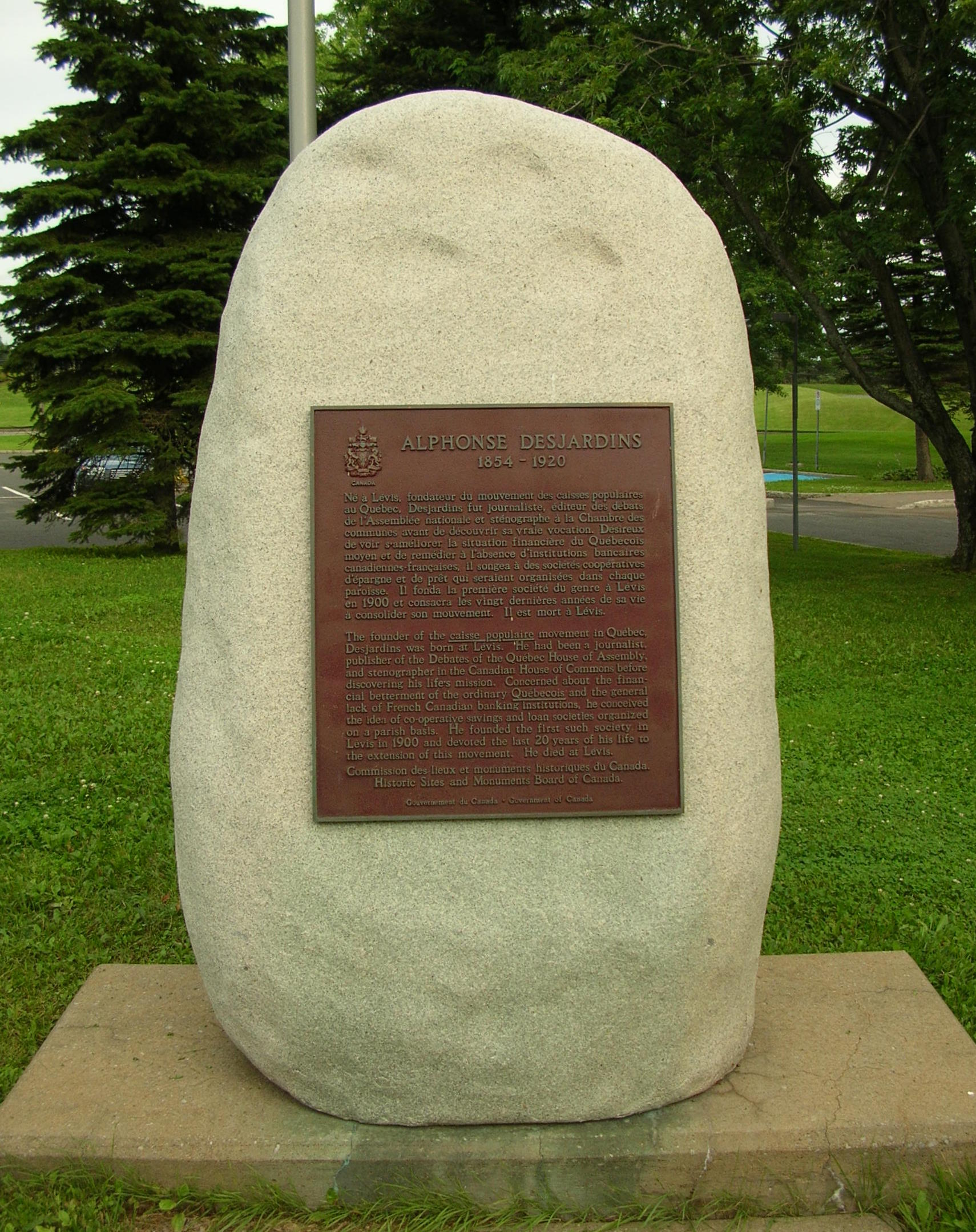
Plaque Alphonse Desjardins à la cité Desjardins à Lévis.

Les buts à atteindre par cette nouvelle entreprise sont :
- généraliser l'épargne pour parer aux effets du chômage, de la maladie et autres imprévus de la vie ;
- constituer à même cette épargne un système de crédit populaire, accessible aux ouvriers, aux cultivateurs et à toute personne honnête et travailleuse;
- favoriser la consolidation des entreprises familiales et artisanales ;
- enrayer les prêts usuraires ;
- initier les chefs de la communauté à l'organisation économique et aux affaires ;
- améliorer les conditions matérielles des travailleurs et contribuer au progrès du Canada français.

Grâce à l'influence des prêtres du Collège de Lévis où il a étudié, il réussit à convaincre l'archevêque de Québec, Mgr Bégin, de soutenir son projet. L'Église met alors sa caution à son entreprise ce qui donne confiance aux gens ordinaires dans cette province où elle a une forte influence. Ceci permet non seulement de faire démarrer la caisse de Lévis, mais également d'ouvrir des caisses dans plusieurs autres paroisses québécoises à la demande des curés locaux. En 1902, une caisse est ouverte à Lauzon, suivi de Hull en 1903 et Saint-Malo en 1905. Le soutien affiché de l'Église a eu une importance cruciale sur le développement des caisses populaires, ces dernières étant même parfois carrément administrées par des prêtres.
Desjardins et ses collaborateurs doivent assurer les risques financiers personnellement pour faire fonctionner leur institution. Durant les premières années d'histoire des Caisses, Desjardins tente en vain de faire tomber les Caisses sous la protection d'une loi fédérale, du ressort du parlement canadien, afin de les faire devenir une entité légale. Il essuya des refus répétés, en 1908, 1909, 1910 et 1911, les mouvements coopératifs étant peu populaires au Canada anglais, bien qu'il ait été appuyé par plusieurs députés. Le gouvernement du Québec avait accordé une charte provinciale pour les Caisses populaires. Depuis le 9 mars 1906, les Caisses d’épargne et de crédit sont reconnues légalement par la loi provinciale concernant les syndicats coopératifs par le gouvernement de Lomer Gouin. En 1913, la première caisse sous le nom de Caisse populaire Desjardins ouvre ses portes à Saint-Sauveur-des-Monts (auparavant, les caisses ouvraient sous le nom de Caisses populaires).

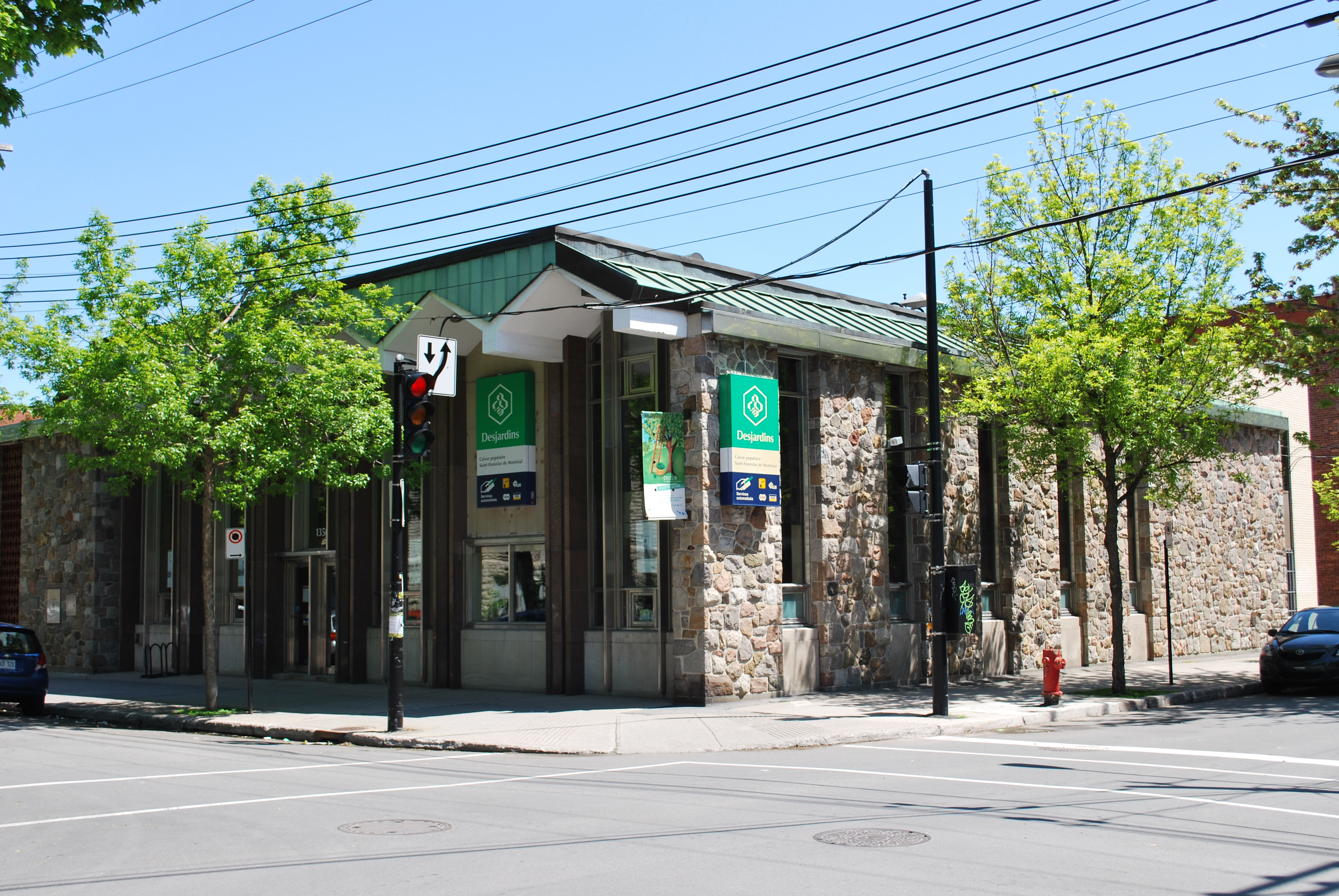
Une caisse Desjardins à Montréal.

 À la mort d'Alphonse Desjardins en 1920, il avait réussi à ouvrir 220 caisses populaires, dont 187 au Québec, 24 en Ontario et 9 aux États-Unis. À sa mort, le projet qu'il avait amorcé de réunir les caisses sous l'égide d'une fédération voit le jour.
En 1930, les caisses Desjardins, qui étaient alors principalement en campagne, parvenaient à percer les milieux urbains grâce aux réformes administratives de l'époque. À ce moment, les coopératives de crédit et d'épargne étaient l'organisation phare du mouvement de l'économie sociale.
En 1944, la Société d'assurance des caisses populaires (qui deviendra plus tard Desjardins Assurances générales) est créée pour assurer les caisses contre les incendies, les vols à main armée, les effractions et les fraudes. La société élargit rapidement sa protection pour englober également ses membres, réalisant qu'il s'agissait d'un autre secteur souvent négligé par les assureurs traditionnels.
En 1945, l'ère de prospérité amené grâce à la guerre et à la victoire des Alliés permet de remettre en question les principes et les modes de fonctionnement de la coopération.
En 1948, une nouvelle filiale de Desjardins est créée sous le nom de Desjardins Assurance Vie, offrant principalement des services d'assurance aux personnes.[réf. nécessaire]
En 1964, le Mouvement dépasse en actifs le milliard de dollars canadiens et diversifie ses activités avec les caisses, l'assurance de biens et de personnes, la fiducie, etc. En 1971, la promulgation d'une loi provinciale autorisant la mise sur pied de la Société d'investissement Desjardins permet l'aboutissement d'un complexe financier intégré, et le Mouvement Desjardins devient officiellement la première institution financière du Québec.
En 2012, les Caisses populaires Desjardins retirent de leur nom le mot populaire dans le cadre d’un changement d’image. L’objectif est d’attirer une clientèle plus aisée et le mot « populaire » n’était pas séduisant.
En janvier 2014, Desjardins acquiert certaines filiales canadiennes de State Farm Insurance, filiales spécialisées dans l'assurance dommages, l'assurance santé, l'assurance vie et l'entreprise de fonds communs, pour un montant inconnu,. En accueillant 1.2 million de nouveaux assurés, Desjardins est devenu le deuxième assureur de dommages au Canada.
En 2018, le mouvement Desjardins retire de son logo l’abeille.
En 2020, lors de la pandémie de Covid-19, Desjardins ferme 523 de ses 872 établissements lors du confinement de mi‑mars, et environ 39 000 de ses 48 000 employés sont en télétravail. Il est prévu que la majorité de ses employés reste en télétravail jusqu'à la fin de 2020. Les résultats financiers du deuxième trimestre de 2020 sont en baisse de 23,6 % par rapport à 2019.
Le mouvement Desjardins joue un rôle majeur dans l'économie québécoise et rivalise avec les sept banques à charte fédérale canadienne. Desjardins continue de trôner parmi les 100 plus grandes institutions financières au monde et se classe aussi au 18e rang du Top 25 de l'Amérique du Nord.
En octobre 2020, Desjardins lance un fonds d’investissement d’« impact social », Aequitas, qui pourrait atteindre 115 millions de dollars. Le fonds investit auprès des femmes et des jeunes dans les pays en voie de développement.

## Structure démocratique
« Être membre d'une caisse populaire c'est en être propriétaire ». L'idée d'Alphonse Desjardins était de mettre en commun les ressources de chacun afin de développer la communauté. La participation des membres est ainsi encouragée, requise et récompensée, par des ristournes et des réinvestissements dans la communauté.
La coopérative est régie par une structure démocratique, où la caisse est « détenue et exploitée par ses membres, qui ont droit de vote dans ses activités et qui se partagent les bénéfices ». Chaque membre doit prendre une part sociale, qui est restée de 5 $CAN depuis la fondation en 1906, et qui le rend sociétaire. Bien que chaque caisse ait un personnel et un directeur salariés, ce sont des membres bénévoles, élus par l'assemblée générale, qui forment le conseil d'administration et celui de surveillance.
Le personnel permanent de la Fédération des caisses Desjardins du Québec est également salarié mais les membres élus de chaque Caisse envoient leurs représentants aux assemblées générales de la Fédération pour élire le président du Mouvement et voter sur les orientations.
Les surplus générés durant une année sont en partie réinvestis dans la coopérative mais aussi redistribués aux membres. Lors de l'assemblée générale annuelle de leur caisse, les membres votent sur la façon de redistribuer la part de ces excédents qui est excédentaire d'une réserve de prévoyance. Cette ristourne est en général remise au prorata des intérêts gagnés ou payés par un membre durant l'année. On parle alors du lien d’usage. Plus un membre fait affaires avec sa caisse, plus sa ristourne est élevée; mais toute autre condition peut être votée. Outre la ristourne individuelle reversée au membre, chaque caisse reverse dans sa collectivité une ristourne collective. Ce sont, par exemple, les fonds remis aux organismes communautaires de quartiers ou aux associations étudiantes.
Les Caisses s'impliquent également dans leur milieu en commanditant des œuvres charitables, des organismes de développement de quartier, des bourses d'études, etc., le tout approuvé par l'assemblée des sociétaires. En 2016, le Mouvement Desjardins a lancé un nouveau fonds de développement de 100 millions pour soutenir également des projets en région.

## Réseau des caisses

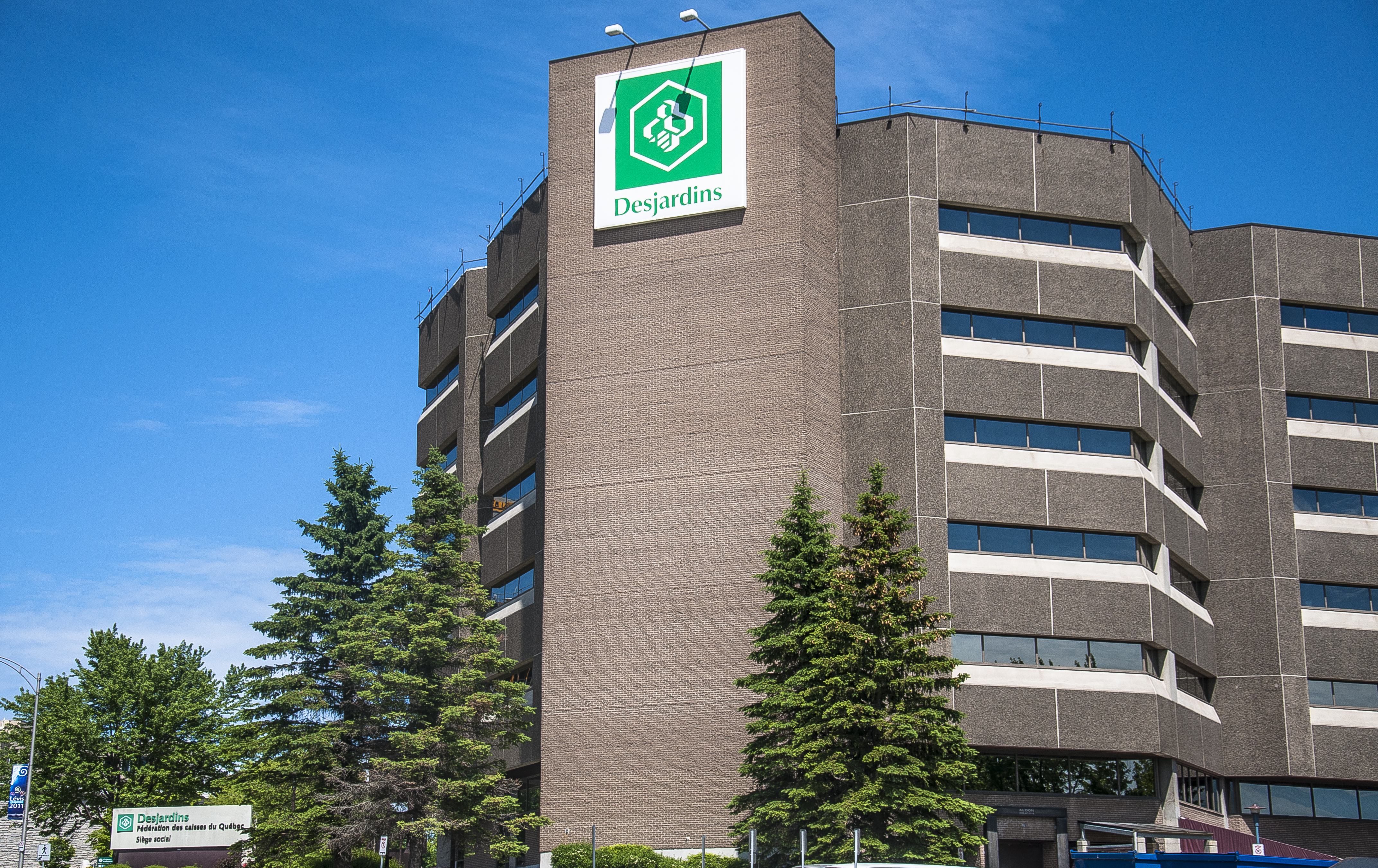
Le siège social de la Fédération des caisses Desjardins, dans l'arrondissement Desjardins à Lévis.

### Caisse populaire
La Caisse populaire est une coopérative qui regroupe généralement des citoyens d'un même secteur géographique, d'une même localité, d'un même quartier. Ainsi, la grande majorité des membres d'une Caisse Desjardins le sont à la Caisse la plus près de chez eux ou de leur lieu de travail.

### Caisse d'économie
La Caisse d'économie est une coopérative au même titre que la Caisse populaire. Dans la majorité des cas, elle regroupe les gens en fonction de leurs activités professionnelles et de leur lieu de travail. Le mouvement Desjardins compte 24 caisses d’économie ou caisses de groupes. Outre ces caisses de groupes, il y a la Caisse d’économie solidaire, qui a été mise en place avec pour mission de financer les entreprises d’économie sociale.

### Sociétés
- Fédération des caisses Desjardins du Québec
- Capital Desjardins
- Caisses d'économie Desjardins
- Développement international Desjardins
- Fondation Desjardins
- Fonds de sécurité Desjardins
- Société historique Alphonse-Desjardins
- Fiducie Desjardins
- Caisse centrale Desjardins U.S. Branch
- Desjardins Bank
- Desjardins du grand Montreal
- Les pôles suprarégionaux (PSR) : ce sont des boutiques, des succursales d’acquisition de clientèles. Par exemple : les PSR du centre-ville, du marché Central, quartier dix-trente / Brossard, Ottawa , les studios Alexis Nihon, Ouest de l’île et lumicité.
- Desjardins 360d : Nouveaux Centres de services, destinés à la tranche d’âge des 18 à 30 ans. Pour ce faire, ces structures sont installées soit à l’intérieur des campus universitaires lorsque cela est possible , soit à proximité.
- DuProprio

## Réseau des filiales
- Capital régional et coopératif Desjardins
- Certas direct, compagnie d'assurances
- Desjardins Assurances générales
- Gestion privée Desjardins
- Desjardins Cabinet de services financiers Inc.
- Desjardins Capital de risque
- Desjardins Gestion d'actifs
- Desjardins Groupe d'assurances générales
- Desjardins Sécurité financière
- Groupe Technologique Desjardins
- La Personnelle
- Desjardins Gestion immobilière
- Valeurs mobilières Desjardins
- Western Financial Group
- Western Life Insurance Company
- Bank West (Zag Bank)

## Force économique
La force économique du Mouvement Desjardins est très importante. Elle a été et est encore, aujourd'hui, un important outil de développement économique pour le Québec. Environ 80 % des québécois ont un compte chez Desjardins et ses actifs s'élèvent à 400 milliards de dollars canadiens en 2014, permettant d'exercer un contrôle sur près de 44 % du marché du dépôt au Québec. En 2023, le Mouvement Desjardins est également un leader incontesté du marché hypothécaire au Québec, en détenant 40 % des parts de marché.

## Desjardins et le développement technologique
Le mouvement Desjardins a entrepris depuis 2016 un virage technologique important. L’objectif est de répondre au besoin de sa clientèle et de se démarquer de ses concurrents. En termes clairs, on peut citer les projets présents et à venir tels que :
- les robots-conseils ;
- le projet du registre virtuel de transactions aux applications potentielles multiples (Blockchain) ;
- la reconnaissance vocale pour les centres d’appels (mélange de biométrie et d’intelligence artificielle).

Le Mouvement Desjardins a entamé le remplacement de ses guichets automatiques par des guichets intelligents plus performants qui permettent entre autres de déposer du numéraire sans enveloppe.
En termes d’infrastructures, Desjardins innove entre autres avec :
- les caisses mobiles : elles sont au nombre de deux et ont été aménagées dans un autocar et dotées d’un guichet et d’espaces transactionnels[41]. Les deux caisses mobiles offrent des services financiers aux membres, en complémentarités avec ceux offerts par les caisses. Elles se déplacent à travers le Québec pour répondre aux besoins des membres vivant dans des zones où les caisses ont été fermées. Aujourd’hui, il y a deux caisses mobiles qui sillonnent les routes et villages du Québec ;
- les applications mobiles : le service Accès D de Desjardins offre d’une part la possibilité aux membres de se connecter au moyen d’empreintes digitales et d’autre part la possibilité d’effectuer les paiements avec Apple Pay et Google Pay.

En 2018, la filiale de courtage en ligne du groupe signe un partenariat avec Hardbacon, une start-up qui vise à démocratiser l’investissement en bourse.
L’année suivante, Desjardins réalise le premier investissement de son histoire dans une Fintech. Elle injecte 400 000$ au capital de l’entreprise X-Telia, spécialisée dans la domotique domestique.

## Polémiques et controverses

### Vol de données personnelles
Le 20 juin 2019, le Mouvement Desjardins révéla avoir été victime d'un vol de données personnelles de 2,9 millions de membres particuliers et entreprises. Le vol de données serait survenu sur une période étendue et aurait été détecté en décembre 2018. Selon la direction de Desjardins, un employé serait à l'origine de la fuite de données confidentielles, comprenant entre autres, noms, numéros d'assurance sociale (NAS), dates de naissance, adresses courriel et plusieurs autres informations liées aux transactions effectuées. Ces informations auraient été transmises illégalement à des tiers. Cette fuite affecte 2,7 millions de clients, ainsi que 173 000 membres affaires,.
Desjardins invite les victimes du vol d'identité à utiliser les services d'Equifax, entreprise qui environ deux ans avant le vol de données chez Desjardins n'a pas appliqué les règles de sécurité informatique de base pour prévenir le vol de données personnelles de ses propres utilisateurs,. Par ailleurs, l'outil de surveillance Equifax se limite au dossier de crédit et n'est d'aucune utilité lorsque la fraude concerne des prestations gouvernementales telles que la Prestation canadienne d'Urgence (PCU). Selon la mère d'une victime de fraude à la PCU, une employée de Service Canada aurait indiqué que la majorité des gens qui appellent pour une fraude seraient liés au vol de données.
Si les hypothèses des policiers se confirment, le vol se serait produit au siège social de Lévis, en plein cœur de l'immense réseau de Desjardins. À cinq minutes de l'endroit où la coopérative est née, il y a 119 ans.
L'homme que les policiers soupçonnent d'avoir volé les renseignements personnels de 2,9 millions de clients de Desjardins est Sébastien Boulanger Dorval, 37 ans. Arrêté par la police quelques semaines avant que l'affaire ne s'ébruite, interrogé puis relâché, Boulanger Dorval, diplômé en administration des affaires de l'Université Laval, avec une spécialisation en technologies, habitait jusqu'à tout récemment à Saint-Charles-de-Bellechasse, près de Québec et était « conseiller en segmentation » chez Desjardins. Il a été suspendu puis congédié lorsque l'on a découvert la situation à la fin mai[source secondaire souhaitée].
Boulanger Dorval est soupçonné d'avoir regroupé un ensemble d'informations auxquelles il avait accès. On[style à revoir] ignore ce qu'il en a fait, mais des policiers ont indiqué avoir d'autres suspects dans cette affaire, des personnes qui auraient été approchées pour acheter les données volées ; l'ex-employé aurait utilisé le dark web pour communiquer avec une douzaine d'individus liés de près ou de loin à différents groupes criminels tels des gangs de rue et la pègre étrangère[source secondaire souhaitée].
Aucune accusation n'a encore été déposée contre lui (ce qui pourrait prendre « un certain temps », selon une source policière citée par La Presse en juin),,.

### Investissements dans les énergies fossiles
En mars 2019, des militants de Greenpeace ont manifesté devant le Palais des congrès de Montréal, demandant le retrait de ses investissements dans les énergies fossiles, pendant l'Assemblée générale du Mouvement Desjardins. Un faux dépliant avec le logo de la Caisse a été créé à l'occasion dans un objectif de sensibilisation sur le changement climatique.

### Affiche de la journée nationale des patriotes
En mai 2024, une affiche se retrouve dans plusieurs succursales pour annoncer la fermeture de celles-ci le jour férié de la journée nationale des patriotes. Sur l'affiche, on retrouve une personne avec un drapeau du Canada sur le dos. Cette incohérence historique provoque un mécontentement dans la population et une grande médiatisation.[réf. nécessaire]